# Infidels
Infidels és una sèrie de 42 episodis d'una hora de duració, produïda per Televisió de Catalunya i Diagonal TV. Fou estrenada el 26 de març del 2009 a la televisió per TV3, i dos dies abans per internet. La segona temporada s'inicià a principis de la tardor de 2010, i la tercera, i última temporada, des del 14 de desembre del mateix any (capítol 30) fins al 15 de març de 2011, dia en què es va emetre l'últim capítol de la sèrie (capítol 42).

## Argument
L'Arlet, la Joana, la Paula, la Lídia i la Cruz són les protagonistes principals de la sèrie. És un grup de cinc amigues amb caràcters i vivències ben diferents; malgrat les seves diferències, tenen moltes coses en comú i comparteixen els moments alegres com les desgràcies del dia a dia. Cadascuna, amb la seva particular visió del món, viurà la vida amb fidelitat de les seves pròpies conviccions.
S'ha dit que és una sèrie plena de clixés i se l'ha etiquetada com una sèrie amb personatges "postfeministes" i com la còpia d'altres sèries internacionals, com les estatunidenques Desperate Housewives i Sex and the City.

## Repartiment

### Personatges principals
- Montse Guallar com a Lídia Carbó Mutgé
- Íngrid Rubio com a Mari Cruz Úbeda González
- Montse Germán com a Joana Moliner Garcia
- Sílvia Bel com a Paula Gàmiz Rubio
- Aina Clotet com a Arlet Ferreres Miró

### Personatges secundaris
| - Dolo Beltrán com a Dani Díez - Joan Carreras com a Eduard de Queralt (temporada 1) - Nacho Fresneda com a Marc Guasch (temporada 1) - Gorka Lasaosa com a Víctor Pons (temporada 1; convidat temporada 3) - Julio Manrique com a Toni Pardo - Marc Martínez com a Marc Rovira (temporada 1; convidat temporada 2) - Andrew Tarbet com a Peter Weller - Pere Ventura com a Francesc Barbal (temporades 1, 3) - Alba Barragan com a Marina Barbal Moliner - Nil Cardoner com a Oriol Barbal Moliner - Ferran Carvajal com a Robert Girona - Joan Carles Gustems com a Albert Mestres (temporada 1) - Maria Pau Pigem com a Maria (temporada 1) - Ignasi Abadal com a Raimon de Queralt (temporada 1) - Mayte Caballero com a Almudena González (temporada 1; convidada temporades 2–3) - Ivana Miño com a Carlota Vallbona (temporada 1; convidada temporada 2) - Santi Ricart com a Jesús - Paola Matienzo com a Cecília (temporada 1) - Mireia Aixalà com a Marta Pardo (temporada 1) - Rosa Renom com a Carme (temporada 1) - Àlex Mayral com a Adrià Guasch (temporada 1) - Marta Calvó com a Sònia Besora (temporada 2) | - Pau Durà com a Salva Roig (temporades 2–3) - Juli Fàbregas com a Aleix (temporada 2) - Vera Aguilar (temporada 2) - Patrícia Bargalló com a Francina Mollet (temporada 2) - Jordi Coll com a Pep Romans (temporada 2; convidat temporada 3) - Tony Corvillo com a Hèctor Ruiz (temporada 2) - Jordi Pla com a Manu (temporades 2–3) - Carolina Pfaffenbauer com a Gabriela (temporada 2; convidada temporada 3) - Oriol Casals com a Emili (temporada 2) - Ernest Villegas com a Guillem Planes (temporada 2) - Laura Conejero com a Mariona Gàmiz Rubio (temporada 3) - Carlota Bantulà com a Irene Llovet (temporada 3) - Pep Cortés com a Pare de l'Arlet (temporada 3; convidat temporades 1–2) - Tilda Espluga com a Isabel (temporada 3; convidada temporada 2) - Valeria Rossini (temporada 3) - Joaquín Climent com a Esteban Fábregas (temporada 3) - Roger Casamajor com a Òscar Rius (temporada 3) - Maria Lanau com a Mila (temporada 3) - Luana Lauverski (temporada 3) - Sergio Caballero com a Raimon Belart (temporada 3) i amb la col·laboració especial de - Francesc Orella com a Lluís (temporada 1) |